# Oswald Chambers
Oswald Chambers (24. juli 1874 – 15. november 1917) var en skotsk Baptist i det tidlige tyvende århundredes Hellighedsbevægelse, evangelist og underviser, bedst kendt for andagten Alt for Ham.

## Ungdom og uddannelse
Chambers, der var født af troende forældre i Aberdeen, Skotland, flyttede i 1876 med sin familie, til Stoke-on-Trent, da hans far, Clarence Chambers, blev Home Missions-evangelist for North Staffordshire Baptist Association, dernæst til Perth, da hans far returnerede til pastoratet, og til sidst, i 1889 til London, da Clarence blev udpeget til rejsesekretær for Baptist Total Abstinence Association. I en alder af 16 år blev Oswald Chambers døbt, og blev medlem af Rye Lane Baptist Chapel. Allerede som ung mand, gjorde Chambers sig bemærket, for hans dybe åndelighed, og han deltog i evangelisationen af fattige beboere, hos lokale herberg. På samme tid, demonstrerede Chambers også gaver indenfor både musik og kunst.
Fra 1893 til 1895, studerede Chambers på National Art Training School, nu kendt som Royal College of Art og blev tilbudt et legat til videre studier, som han afslog. I de næste to år, fortsatte han sine kunststudier på University of Edinburgh Mens pastoren Alexander Whyte's prædikener, hos Free St. George's Church Arkiveret 6. september 2014 hos  Wayback Machine, fik stor indflydelse. Imens han var på Edinburgh, følte han sig kaldet til tjeneste, og han rejste til Dunoon College, en lille teologisk skole nær Glasgow, grundlagt af præsten Duncan MacGregor. Chambers underviste snart klasser på skolen og overtog meget af administrationen, da MacGregor blev skadet i 1898.

## Hellighedslærer
Mens han undervist hos Dunoon, havde Richard Reader Harris stor indflydelse på Chambers, en prominent barrister og grundlægger af Pentecostal League of Prayer. I 1905, introducerede Reader, Chambers som "en ny taler med exceptionel kraft." Gennem ligaen, mødte Chambers også Juji Nakada, en Hellighedsevangelist fra Japan, som stimulerede Chambers' voksende interesse i verdens evangelisering. I 1906, sejlede Nakada og Chambers til Japan via de Forenede Stater. In 1907, tilbragte Chambers et semester som underviser på God's Bible School, en Hellighedsinstitution i Cincinnati, og tilbragte dernæst et par måneder i Japan, i samarbejde med Charles Cowman, en medstifter af Oriental Missionary Society.
Ved ankomsten tilbage i England, ved årets slutning, fandt Chambers Hellighedsbevægelsen splittet, af fortalerne for, og modstanderne af, at stifte en ny denomination og, af tilhængere, og frafaldne, fra tungetalebevægelsen. Chambers var ikke imod glossolalia (tungetale), men kritiserede de, der gjorde den til en prøve på Helligåndens Dåb.
Chambers blev, under sejladsen tilbage til de Forenede Stater, i 1908, bedre bekendt med Gertrude Hobbs, en datter af venner, som han havde været almindeligt bekendt med. De giftede sig i Maj, 1910; og den 24. May, 1913, fødte Gertrude (som Chambers kærligt kaldte "Biddy") deres eneste barn, Kathleen. Endnu før de blev gift, overvejede Chambers et partnerskab i tjeneste, hvori Biddy—som kunne notere omkring 250 ord i minuttet—skulle afskrive og nedskrive hans prædikener og lektier i maskinskrevet form.

## Bible Training College
I 1911 stiftede Chambers, og blev forstander for, Bible Training College i Clapham Common, Ydre London, på en "pinligt elegant" grund, der var blevet købt af Pentecostal League of Prayer. Chambers akkommoderede ikke blot elever i alle aldre, dannelser, og klasser, men også enhver i nød, i den tro, at han burde "give til alle, der beder." "Ingen blev nogensinde vist bort fra døren, og hvad end personen bad om, hvad enten penge, en vinterfrakke, eller et måltid, blev givet." Mellem 1911 og 1915, gik 106 logerende elever på Bible Training College, og i Juli 1915, tjente fyrretyve som missionærer.

## YMCA Feltpræst
I 1915, ét år efter Anden Verdenskrig's udbrud, suspenderede Chambers skolens virke og blev optaget som YMCA feltpræst. Han blev udstationeret til Zeitoun, Kairo, Ægypten, hvor han tjente Australske og New Zealandske tropper, som senere deltog i Slaget ved Gallipoli. Chambers hævede den åndelige tone, for et center, som både militæret og YMCA havde til hensigt, blot skulle være en institution til social tjeneste, der forsyner hensigtsmæssige alternativer til Kairo's bordeller. Da han fortalte en gruppe af YMCA medarbejdere, at han havde besluttet, at afstå koncerter og film, til fordel for Bibel-undervisning, spåede de soldaternes udvandring fra hans faciliteter. "Hvad skeptikerne ikke havde regnet med var Chambers' usædvanlige personlige appel, hans talegave, og hans ægte omsorg for mændene." Snart var hans træ-"hytte" proppet med hundredvis af soldater, der opmærksomt lyttede til budskaber, så som "Hvad Godt Gør Bøn?" Konfronteret med en soldat, der sagde, "jeg kan ikk' udstå religøse mennesker," svarede Chambers, "Heller ikke jeg." Chambers irriterede hans YMCA overordnede, ved at give forfriskninger væk, som organisationen mente, skulle sælges, for ikke at hæve forventningerne andetsteds. Chambers installerede en bidragskasse, men nægtede at bede soldaterne om, at betale for te og kage.

## Død og indflydelse
Chambers blev ramt af appendicitis, den 17. Oktober, 1917, men modsatte sig at tage på et hospital, på den begrundelse, at mænd, der blev såret i det længe-ventede Tredje Slag ved Gaza, ville få brug for sengene. Den 29. Oktober, udførte en kirurg en nød-appendektomi, men Chambers døde den 15. November, 1917, af en pulmonarisk hæmoptyse. Han blev begravet i Kairo, med fuld militær salut.
Før sin død, havde Chambers korrekturlæst manuskriptet til hans første bog, Lamslået til at Kæmpe Bedre, en titel han havde taget fra en favorit-replik af Robert Browning. I resten af hans liv—og til at begynde med under meget strenge vilkår—afskrev Chambers' enke og udgav bøger og artikler, redigeret fra de noter han havde taget, i løbet af Bible College årene, og på Zeitoun. Mest succesrig af de tredive bøger var Alt for Ham (1924), en daglig andagt bestående af 365 udvalg fra Chambers' taler, hver på omkring 500 ord. Værket har aldrig været ude af trykken, og er blevet oversat til 39 sprog.

## Eksterne links
- Oswald Chambers Publication Association
- My Utmost for His Highest Online Devotional
- Wheaton College Archives & Special Collections